# Gregorio Nicanor Peña Rodríguez
Gregorio Nicanor Peña Rodríguez (Baitoa, Santiago de los Caballeros, 12 de marzo de 1942) es un obispo dominicano. Es obispo emérito de la Diócesis de Nuestra Señora de la Altagracia en Higüey.

## Biografía
Nació en Arroyo Arriba, Baitoa, provincia Santiago de los Caballeros, el 12 de marzo de 1942. Hijo de José Neftalí Peña (Chito) y Juana Evangelista Rodríguez.

Su formación filosófica y teológica la realizó en el Seminario Pontificio Santo Tomás de Aquino.
El 22 de junio de 1968 fue ordenado presbítero de la Arquidiócesis de Santiago de los Caballeros. Allí desempeñó varios cargos pastorales: vicario de la Catedral, párroco de Nuestra Señora del Perpetuo Socorro, Puerto Plata, Canciller Arquidiocesano, encargado del Movimiento Familiar Cristiano, director diocesano de los Cursillos de Cristiandad, consejero de los Caballeros de Colón, profesor en la Pontificia Universidad Católica Madre y Maestra y en el Seminario Menor San Pío X. También fue párroco de Santa Ana y vicario episcopal de Pastoral, de 1984 hasta 1996.
Obtuvo una Licenciatura en Liturgia en el Pontificio Ateneo San Anselmo, Roma. Estudió Psicología en la Universidad Católica Santo Domingo y se especializó en Psicología Infantil en la Universidad de Nueva York. También estudió Planificación Pastoral en el Instituto Teológico Pastoral del CELAM.
El 16 de diciembre de 1996 fue elegido primer Obispo de la Diócesis de Puerto Plata. Recibió su ordenación episcopal el 25 de enero de 1997.
El 24 de junio de 2004 fue nombrado Obispo de la Diócesis de Nuestra Señora de la Altagracia en Higüey, en sustitución de Ramón Benito de la Rosa y Carpio, a quien el papa Juan Pablo II había designado como Arzobispo de la Arquidiócesis de Santiago de los Caballeros. Tomó posesión canónica de dicha diócesis el 21 de agosto de 2004.
Al celebrarse el V Centenario de la Evangelización en América, fue delegado de la Comisión Nacional de Evangelización.
Fue elegido presidente de la Conferencia del Episcopado Dominicano (CED) durante su Quincuagésima Segunda Asamblea Plenaria, celebrada entre el 29 de junio al 4 de julio de 2014.
El 30 de mayo de 2020 el papa Francisco le aceptó su renuncia al gobierno pastoral de la Diócesis de Higüey, por haber alcanzado el límite de edad establecido en el Código de Derecho Canónico.